# جيمس بي. كرايغ
جيمس بي. كرايغ (بالإنجليزية: James B. Craig)‏ هو لاعب كرة قدم أمريكية أمريكي، ولد في 1 مارس 1893 في ديترويت في الولايات المتحدة، وتوفي في 1990.